# Elecciones a Cortes de Valencia de 1867
Las elecciones a cortes  de España en 1867 se celebraron el 10 de marzo de 1867. Convocadas el 30 de diciembre de 1866 por el presidente del consejo de ministros,  Ramón María Narváez  en cumplimento de la ley del 18 de julio de 1865. Previstas para el 10, 11, 12 y 13 de marzo de 1866, Narváez gobernó primero sin cortes y posteriormente celebró las elecciones.

## Contexto Histórico
La reina Isabel II destituyó a O’Donell del cargo el 22 de junio de 1866, debido a que consideró que había sido demasiado blando en la represión de  la Sublevación del cuartel de San Gil. Debido a la situación política proclamó a Narváez como Presidente del Consejo de Ministros.
Narváez no llegó a convocar las cortes hasta meses después de empezar su mandato. Gobernó, primero sin cortes y, después, con unas cortes formadas exclusivamente con moderados debido al retraimiento general de los demás, en las elecciones. Debido a la escasez de dinero, Narváez subió el impuesto sobre la tierra un 10%. La revolución se anunciaba próxima. 
Debido a los planes de rebelión de progresistas y demócratas el 2 de agosto de 1866 se convoca una reunión para el 16 de agosto entre progresistas y demócratas en Ostende (Bélgica), reunión conocida como el Pacto de Ostende. El 30 de junio de 1867 se logró que los demócratas no se apartaran del Pacto de Ostende de agosto de 1866, bajo la premisa de que no se predeterminada el sistema de gobierno posterior al golpe, y que este tema lo decidiese unas cortes Constituyentes. Prim exige por su parte que la consigna no fuese como gritaban los republicanos “¡Abajo los Borbones!” debido a que predeterminan parte del resultado del golpe.
Prim elaboró un plan del golpe: el movimiento comienza en Aragón, y desde allí se solicitaría que lo secundaran en Cataluña y Valencia, regiones que estaban dispuestas a una revolución. Sincrónicamente se pronunciaría en Andalucía Lorenzo Milans del Bosch y utilizaría a los progresistas emigrados a Portugal. Con el propósito de llevar a cabo el golpe, un barco llevó armas a Andalucía y también se introdujeron en Cataluña. 
En agosto de 1867 la guarnición de Valencia se ofreció a cooperar y fue aceptada como sede del inicio del levantamiento, Prim cambió los planes de forma apresurada. Prim llegó a Valencia para comenzar una sublevación, pero los militares se echaron atrás. 
El Gobierno de Narváez se sintió orgulloso por haber salvado la constitución, la monarquía y el catolicismo. Cuando se abrieron las Cortes, estas felicitaron al gobierno por haber salvado a España de una guerra civil, usando un lenguaje altilocuente
El fracaso de Valencia fue debido a que Prim retrasó el inicio de la sublevación y luego se quedó un barco esperando el inicio de un alzamiento, que no se produjo sin él. Cataluña comenzó la sublevación el 16 de agosto en descoordinación, la ausencia de Prim influyó en que muchos desertaron. Prim llegó a Cataluña el 22 de agosto, una vez el movimiento ya fracasó y desde allí marchó a Ginebra (Suiza).

## Convocatoria
La reina Isabel II destituyó a O'Donnell y nombró a Narváez otra vez presidente del gobierno y le permitió el 30 de diciembre de 1866 convocar elecciones generales que se celebraron el 10 de marzo de 1867.

## Jornada electoral
En Valencia había un total de 16.144 contribuyentes y 2.253 con capacidades para votar, en total la población que podía votar era de 18.397 habitantes, en toda la provincia de Valencia.
Por otro lado hubo 9.330 contribuyentes y 1.233 con capacidades para votar, haciendo un total de 10.563 habitantes que decidieron no votar en toda la provincia de Valencia.
Distritos electorales
En Valencia había una población total de 618.032 habitantes, donde se establecián 3 distritos electorales provistos por 14 diputados de la provincia.